# Stazione di Maddaloni Superiore
La stazione di Maddaloni Superiore è una stazione ferroviaria posta sulla linea Napoli-Foggia. Serviva il centro abitato di Maddaloni, e non va confusa con la stazione di Maddaloni Inferiore, posta sulla linea Roma-Cassino-Napoli.
La stazione attualmente non è servita da alcun servizio passeggeri, ma l'impianto, gestito da RFI, rimane attivo per l’incrocio dei treni.

## Storia
La stazione venne creata sia al fine di servire una cava nelle vicinanze che perché, presentando il tratto Caserta-Maddaloni Superiore una significativa pendenza, inizialmente serviva agganciare una locomotiva di spinta ai treni, la quale veniva sganciata all'arrivo in questa stazione. Nel suddetto tratto erano anche presenti due brevi raccordi, uno a circa 1200 metri dalla stazione di Caserta, per lo stabilimento militare "Piazza d'Armi" della città, ed uno a 4838 metri dalla stazione di Caserta (ora vi è un posto di servizio), per la cava Vittoria, entrambi dismessi entro la fine del Novecento.
La stazione ha sempre avuto un traffico passeggeri scarso, negli anni 1930 era presente un servizio di carrozze a noleggio dal centro di Maddaloni, per permettere ai suoi abitanti di raggiungerla, essendo lontana dal centro abitato.
Negli anni 1980 divenne una fermata impresenziata, negli anni 1990 venne ridotto il numero di treni giornaliero (nel 1999 era servita da due sole coppie di treni al giorno), nel 2000 venne soppressa, nel 2004 una coppia di regionali al giorno tornò a fermarsi a Maddaloni Superiore ed, infine, nel 2005 venne definitivamente chiusa. Nel 2012, dei lavori di regolarizzazione hanno rimosso i binari non più utilizzati.

## Strutture e impianti
Originariamente la stazione aveva 4 binari passanti e 3 tronchini, mentre dal 2012 sono presenti solo il binario per il passaggio dei treni (di corretto tracciato) e due utilizzati per gli incroci. Il fabbricato viaggiatori è presente ma murato, inaccessibile ed abbandonato, la cava vicina è in fase di dismissione.